# Сіматані Сеісіро
Сіматані Сеісіро (яп. 嶋谷 征四郎, нар. 6 листопада 1938, Кіото — пом. 24 жовтня 2001) — японський футболіст, що грав на позиції захисника.

## Клубна кар'єра
Грав за команду Фурукава Електрік.

## Виступи за збірну
Дебютував 1959 року в офіційних матчах у складі національної збірної Японії. У формі головної команди країни зіграв 1 матч.

## Статистика
Статистика виступів у національній збірній.
| Збірна Японії | Збірна Японії | Збірна Японії |
| Роки          | Ігри          | голи          |
| ------------- | ------------- | ------------- |
| 1959          | 1             | 0             |
| Усього        | 1             | 0             |